# ساختمان اداره کشاورزی
ساختمان اداره کشاورزی مربوط به دوره پهلوی است و در فریمان، بافت قدیم شهر، خیابان طالقانی واقع شده و این اثر در تاریخ ۲ بهمن ۱۳۸۲ با شمارهٔ ثبت ۱۰۸۹۷ به‌عنوان یکی از آثار ملی ایران به ثبت رسیده است.